# Amory Lovins
Amory Bloch Lovins (Washington, 13 novembre 1947) è un fisico, ambientalista e scrittore statunitense.
Lavora da quattro decenni nel campo della politica energetica e in settori affini. Ha cofondato nel 1982 il Rocky Mountain Institute, un'organizzazione che si occupa di efficienza. Istruitosi all'Università di Harvard, nel 2009 è stato nominato dal Time una delle 100 persone più influenti del mondo.

## Biografia
Nato a Washington, DC, Lovins ha trascorso gran parte della sua giovinezza a Silver Spring, nel Maryland, e ad Amherst, nel Massachusetts. Nel 1964 Lovins si è iscritto all'Università di Harvard. Due anni dopo si è trasferito al Magdalen College (Oxford) dove ha studiato fisica. Nel 1969 è diventato Junior Research Fellow del Merton College di Oxford dove ha ricevuto un Master of Arts. Tuttavia, l'Università non gli avrebbe permesso di portare avanti un dottorato di ricerca in energia, visto che essa non era ancora considerata una materia accademica. Per questo motivo, Lovins si è trasferito a Londra per poter proseguire le sue ricerche. Torna negli Stati Uniti nel 1981 e l'anno successivo si stabilisce nel Colorado occidentale.
Lovins ha lavorato professionalmente come ambientalista negli anni settanta e da allora come analista per un percorso energetico "morbido" (soft energy path) negli Stati Uniti e in altre nazioni. Ha promosso l'efficienza energetica, l'uso di energie rinnovabili e la produzione di energia in corrispondenza o in prossimità del luogo dove l'energia viene effettivamente utilizzata. Lovins ha anche auspicato una "rivoluzione del negawatt", sostenendo che i clienti delle aziende non vogliono kWh di elettricità, ma chiedono servizi energetici. Nel 1990, il suo lavoro al Rocky Mountain Institute porta alla progettazione di un'automobile ultra-efficiente: la Hypercar.
Lovins ha ricevuto dieci lauree honoris causa e ha vinto numerosi premi. Egli ha fornito consulenze in otto paesi, ha informato 19 capi di stato e ha pubblicato 29 libri, tra cui Winning the Oil Endgame, Small is Profitable e Natural Capitalism.

## Opere
- (EN)  Amory Lovins et al., Small is Profitable: The Hidden Economic Benefits of Making Electrical Resources the Right Size, Rocky Mountain Institute, 2002.
- (EN)  Amory B. Lovins et al., Winning the Oil Endgame: Innovation for Profits, Jobs and Security, Rocky Mountain Institute, 2005.
- Paul Hawken, Amory Lovins, L. Hunter Lovins, Capitalismo Naturale, Edizioni Ambiente, Ottobre 2007, pp. 309.
- Openpit Mining London : Earth Island, 1973. ISBN 978-0-85644-020-5. 118 p.